# SNリフラテクチュア東海
株式会社SNリフラテクチュア東海（えすえぬリフラテクチュアとうかい、SN Refratecture Tokai Co., Ltd. 、SNRT）は製鉄所で使用される連続鋳造用の耐火物メーカーであり、黒崎播磨の子会社である。

## 概要
主な製品は製鉄所にて溶鋼の流れをコントロールするために使用されるスライドゲートプレート（スライディングノズル）や上ノズル、下ノズル。その他にも鋳込みを停止することなくタンディッシュノズルを交換できるOTNC（Online Tundish Nozzle Changer ）や浸漬ノズルを交換することなく中間ノズルを交換できるOTINC（Online Tundish Immersion Nozzle Changer ）の製造も行っている。

## 主要事業所
- 刈谷事業所 - 愛知県刈谷市小垣江町南藤1
- 鹿島工場　- 茨城県鹿嶋市光3番地（日本製鉄鹿島製鉄所構内）

## 沿革
- 2004年1月20日 - 東芝セラミックス（現・クアーズテック）・黒崎播磨の業務提携に伴い会社発足。